# زياد أبو عبسي
زياد أبو عبسي (5 مايو 1956 - 18 نوفمبر 2018) هو ممثل وأستاذ جامعي لبناني مثل عدة مسرحيات مع زياد الرحباني ودرّس ومثل مسرحيات شكسبير في الجامعة اللبنانية الأمريكية.

## النشأة والمسيرة
ولد زياد أبو عبسي في صيدا لعائلة من بلدة «راشيا الفخار» في جنوب لبنان. وبدأ مسيرته الفنية في 1974 حيث مثل في المسرح الجامعي عندما كان طالبا للمحاسبة في الجامعة اللبنانية الأمريكية. ومثل أول مسرحية مع زياد الرحباني في 1978 وهي «بالنسبة لبكرا شو» وتقمص فيها شخصية «إدوارد». ولعب في مسرحية «شيء فاشل» دور «أبو الزلف». ومثل أيضا في مسرحيتي «بخصوص الكرامة والشعب العنيد» في 1993 و«لولا فسحة الأمل» في 1994. ومثل مع مخرجين مسرحيين آخرين منهم فيصل فرحات في «سقوط عويس آغا» في 1981 ويعقوب الشدراوي في «جبران والقاعدة» في 1981 وربيع مروة في «المفتاح» في 1996. ودرّس منذ 1986 مادة المسرح في «الجامعة اللبنانية الأمريكية». وفي 1992 منحته مؤسسة فولبرايت منحة بحث متقدم مكنته من السفر للولايات المتحدة ليتعمق في مسرح شكسبير. وبعد عودته إلى بيروت، قدم في مسرح الجامعة مسرحيات لشكسبير هي «كما يحلو لك» و«الليلة الثانية عشرة» و«زوجات ويندسور الفرحات» و«ريتشارد الثالث» و«ماكبث».
ومثل أبو عبسي في عدة أفلام منها «وهلأ لوين؟» لنادين لبكي وفي مسلسلات تلفزيونية مثل «سنعود بعد قليل» في 2011 وفي مسلسلات أخرى أخرج رفيق حجار.

## أعماله

### مسرحيات
- «بالنسبة لبكرا شو»، إخراج زياد الرحباني، 1978
- «فيلم أميركي طويل»، دور «إدوارد»، إخراج زياد الرحباني، 1980
- «سقوط عويس آغا»، إخراج فيصل فرحات، 1981
- «جبران والقاعدة»، إخراج يعقوب الشدراوي، 1981
- «شيء فاشل»، دور «أبو الزلف»، إخراج زياد الرحباني
- «بخصوص الكرامة والشعب العنيد»، إخراج زياد الرحباني، 1993
- «لولا فسحة الأمل»، إخراج زياد الرحباني، 1994
- "المفتاح، ربيع مروة، 1996
- كما يحلو لك، لشكسبير
- الليلة الثانية عشرة، لشكسبير
- زوجات ويندسور الفرحات، لشكسبير
- ريتشارد الثالث، لشكسبير
- ماكبث، لشكسبير
- بيت الدمية، هنريك إبسن، 2015

### أفلام
- «وهلأ لوين؟»، إخراج نادين لبكي، 2011
- «فيلم أميركي طويل»، 2016

### مسلسلات تلفزيونية
- عشرة عبيد صغار، 2014
- سنعود بعد قليل، 2013

## وصلات خارجية
- زياد أبو عبسي على موقع قاعدة بيانات الأفلام العربية
- زياد أبو عبسي في موقع قاعدة بيانات الأفلام العربية